# Михайло-Овсянка
Михайло-Овсянка — село в Пестравском районе Самарской области. Административный центр и единственный населенный пункт сельского поселения Михайло-Овсянка. 

## География
Находится у реки Овсянка на расстоянии примерно 14 километров по прямой на запад-юго-запад от районного центра села Пестравка.

## История
Основано предположительно в конце XVIII века. Первая церковь была построена в 1830 году (сгорела). Новая Михайловская церковь построена была в 1889 году. В конце XIX века было 136 дворов и 1163 жителей. В советский период истории работали колхозы «Красная Нива» «Россия», «Рассвет».

## Население
Постоянное население составляло 823 человека (русские 95%) в 2002 году, 730 в 2010 году.